# Sarmede
Sarmede är en ort och kommun i provinsen Treviso i regionen Veneto i Italien. Kommunen hade 3 059 invånare (2018).

## Kända personer från Sarmede
- Gianni De Biasi (1956–), fotbollstränare och före detta -spelare